# 양둥 (바둑 기사)
양둥(중국어: 杨冬, 병음: Yang Dong, 한자음: 양동, 1989년 11월 7일 ~ )은 중화인민공화국의 바둑 기사이다. 톈진시 출신으로 중국기원 소속의 4단이다.

## 경력
중국 톈진시에서 태어났다. 2002년 프로바둑에 입단했고, 2007년 3단을 거쳐 2009년 4단으로 승단했다. 2012년 제1회 바이링배 예선에서 양건과 한종진, 왕하오양을 차례로 누르고 본선 64강에 진출했지만 이야마 유타에게 패배하여 탈락했다. 2013년 제1회 기성전 본선 32강에 올랐지만 창하오에게 져서 탈락했다.